# Кудряшовка
Кудряшовка (укр. Кудряшівка) — село в Северодонецком районе Луганской области Украины, административный центр Кудряшовского сельского совета.
Население по переписи 2001 года составляло 1390 человек. Почтовый индекс — 92931. Телефонный код — 6454. Занимает площадь 3,16 км². Код КОАТУУ — 4421681901.

## Местный совет
92931, Луганська обл., Кремінський р-н, с. Кудряшівка, вул. Гагаріна, 1  (укр.)